# Xã Vernon, Quận Palo Alto, Iowa
Xã Vernon (tiếng Anh: Vernon Township) là một xã thuộc quận Palo Alto, tiểu bang Iowa, Hoa Kỳ. Năm 2010, dân số của xã này là 97 người.